# Ходжаев, Жамшид Абдухакимович
Жамшид Абдухакимович Ходжаев (узб. Jamshid Avduxakimovich Xoʻjayev; родился в 1979 году, Ферганская область, Узбекская ССР, СССР) — узбекский государственный деятель и финансист. С 30 декабря 2022 года по настоящее время — заместитель Премьер-министра. Ранее с 17 июля по 30 декабря 2022 года - заместитель Премьер-министра по вопросам инвестиций и внешнеэкономических связей – министр инвестиций и внешней торговли. С 28 января 2019 года по 16 июля 2022 года возглавлял министерство сельского хозяйства Республики Узбекистан, а с 2017 по 2019 год - министр внешних экономических связей, инвестиций и торговли Узбекистана. Также с ноября 2020 является Председателем 32-й сессии Региональной конференции ФАО по Европе и Центральной Азии. С декабря 2020 года по май 2022 года — Председатель Межправительственного совета по вопросам агропромышленного комплекса Союза независимых государств (АПК СНГ). С 10 сентября 2021 года временно исполняющий обязанности ректора Ташкентского государственного аграрного университета.

## Биография
Жамшид Ходжаев родился в 1979 году в городе Коканде Ферганской области. В 2000 году окончил Ташкентский государственный экономический университет. Стипендиат Фонда «Умид», созданного по инициативе президента Республики Узбекистан для одаренных студентов. В 2002 году окончил Европейский институт государственного управления (EIPA), сразу после чего в 2003 году получил степень МВА в Университете Бирмингема (Великобритания) по специальности международные экономические отношения, государственное управление.
Прошёл ряд зарубежных тренингов и учебных курсов таких организаций как Commerzbank (ФРГ), МВФ (США), Standard Bank (ЮАР), JPMorgan Chase (США), Банка России (РФ), Natixis (Франция), KB Kookmin (Южная Корея), DBS (Сингапур), Credit Suisse (Швейцария) и других организаций.
В 2017 году работал первым заместителем председателя Национального банка внешнеэкономической деятельности Узбекистан, где он курировал департаменты казначейства, внешнеэкономической деятельности, информационных технологий, проектного финансирования и другие. В августе 2017 года занял должность первого заместителя председателя Счетной палаты — начальника Инспекции по контролю за полнотой поступлений в Государственный бюджет.
При его непосредственном участии установлены партнерские отношения с 17 ведущими мировыми банками на международных финансовых и сырьевых рынках, включая банки США, Франции, Швейцарии, Японии, Сингапура, Южной Кореи и др., а также с крупнейшими информационно-аналитическими компаниями «Reuters» и «Bloomberg». Под руководством Ж.Ходжаева налажена работа по эффективному управлению золотовалютными резервами страны на основе передового опыта ведущих стран мира (Японии, Южная Корея, европейских стран), внедрен механизм ежедневного мониторинга международных рынков в сотрудничестве с зарубежными банками-партнерами для оперативного реагирования на изменения конъюнктуры рынков и проведения эффективной политики управления резервами.
Ж.Ходжаев принимал непосредственное участие в создании Фонда реконструкции и развития Республики Узбекистан, разработке полноценной нормативно-правовой базы по регулированию его деятельности, а также предложений по дальнейшему укреплению ресурсной базы Фонда.
В июне 2017 года Ж.Ходжаев был назначен Первым заместителем Председателя Национального банка внешнеэкономической деятельности Республики Узбекистан. Позже указом Президента Республики Узбекистан, 14 августа 2017 года Ж.Ходжаев был назначен на должность Первого заместителя Председателя Счетной палаты Республики Узбекистан в качестве начальника Инспекции по контролю за полнотой поступлений в Государственный бюджет Республики Узбекистан.
С 2017—2019 годы он занимал должность министра внешних экономических связей, инвестиций и торговли Республики Узбекистан.
28 января 2019 года президент Узбекистана Шавкат Мирзиёев назначил Жамшида Ходжаева министром сельского хозяйства Узбекистана. Под руководством Ходжаева при участии местных и зарубежных экспертов, а также при поддержке международных организаций была разработана и в дальнейшем утверждена Указом президента Республики Узбекистан «Стратегия развития сельского хозяйства республики Узбекистан на 2020—2030 годы»
11 сентября 2020 года Ж.Ходжаев был утвержден членом политического совета Либерально-демократической партии Узбекистана.
В ноябре 2020 года, на 32-й сессии Региональной конференции ФАО по Европе и Центральной Азии министр сельского хозяйства Узбекистана Жамшид Ходжаев был избран председателем региональной конференции до 2022 г. и уполномочен объединять усилия стран региона в решении актуальных проблем агроповестки и организационно-финансовых вопросов.
В декабре 2020 года был избран председателем Межправительственного совета по вопросам агропромышленного комплекса Союза независимых государств (АПК СНГ).
С 10 сентября 2021 года на Жамшида Ходжаева также возложена должность временно исполняющего обязанности ректора Ташкентского государственного аграрного университета .
С 16 июля 2022 года до настоящего назначения – заместитель Премьер-министра по вопросам инвестиций и внешнеэкономических связей – министр инвестиций и внешней торговли Республики Узбекистан.
В 2024 году награждён орденом «Меҳнат шуҳрати».